# Pour une poignée de téquila
Pour plus de détails, voir Fiche technique et Distribution.
Pour une poignée de téquila (Tabasco Road) est un court métrage américain Looney Tunes de 1957 réalisé par Robert McKimson, mettant en scène Speedy Gonzales.